# Nesitaudjatakhet
Nesitaudjatakhet (Nesi-taudjat-akhet) va ser una reina egípcia de la XXII Dinastia. Va ser la dona del faraó Xoixenq II i la mare del príncep Osorkon D. Nesitaudjatakhet i el seu fill Osorkon són esmentats al papir Denon conservat a Sant Petersburg.